# Stadion Lučko
Stadion Lučko je stadion u Lučkom, u Zagrebu. Njime se služi NK Lučko. Ima oko 1500 mjesta.

## Povijest gradnje
Prvi objekti na današnjoj lokaciji, drvene barake, dvije svlačionice, oružarnica, tajništvo, kupaonice i sanitarne prostorije, te travnati teren, izgrađeni su u razdoblju od 1971. do 1973. godine. Samostalna zgrada za svlačionice i visokokvalitetan travnati teren s drenažnim oblikom “riblje kosti“ izgrađen je 1986. i 1987. godine. Zgrada je obnovljena 1997. godine za potrebe Vojnih igara. Od 2007. do 2009. godine izgrađene su zapadna i sjeverna natkrivena tribina s oko 1500 sjedalica. 